# Jakab György (zenész)
Jakab György (Budapest, 1950. július 2. – ?, 1996. február 16.) magyar zenész, zeneszerző, dalszövegíró, énekes, a Neoton Família billentyűse.

## Élete
Zenész családból származott. Először a Kis Rákfogó majd a Winkelmayer Brass tagja volt, itt kezdett el énekelni. Hangjára hamarosan felfigyeltek és meghívták a Neoton együttesbe, ahol már dalszerzőként is debütált. A Neoton Família 1990-es feloszlása után a Magneoton kiadónak volt résztulajdonosa és producere. Közreműködött többek közt  Zorán, Zoltán Erika, Zámbó Jimmy, Gergely Róbert, a 100 Folk Celsius és az Alvajárók lemezein. Váratlanul került kórházba 1995 decemberében; hatalmas életkedve és erős szervezete ellenére nem tudott megbirkózni a kórral, 1996 februárjában elhunyt. Az 1998. április 24-ei, Budapest Sportcsarnokban megrendezett György napi Neoton Família koncerten ifj. Jakab György játszott édesapja helyén. Pásztor László és Bardóczi Gyula e koncertet követően hoztak létre alapítványt Jakab György emlékére.